# 弗拉基米爾·傑姆奇申
弗拉基米爾·瓦西里耶維奇·傑姆奇申（烏克蘭語：Володимир Васильович Демчишин；1974年11月12日—）是烏克蘭的一位銀行家和政治家，也是現任烏克蘭能源和煤炭工業部長。傑姆奇申在2003年開始他的金融生涯。他曾在ING銀行和安永會計師事務所的基輔分店工作。